# Карачі
Карачі (урду کراچی, англ. Karachi, синдхі راچي) — портове місто на півдні Пакистану, найбільше місто країни і одне з найбільших міст світу, столиця провінції Сінд. З населенням від 12 млн до 18 млн. людей, Карачі є одним з найбільших міст світу за чисельністю населення та 4-ю найбільшою агломерацією у світі. Це головний фінансовий, банківський, промисловий і торговий центр Пакистану. Тут розташовані найбільші корпорації країни, морське судноплавство, текстильна і автомобільна промисловість, індустрії розваг, мистецтва, моди та реклами, видавнича діяльність, розробка програмного забезпечення та медичні дослідження. Місто є великим центром вищої освіти в Південній Азії і в ісламському світі.
Карачі був першою столицею незалежної держави Пакистан (до перенесення столиці в Равалпінді в 1958 році). Порти Карачі та Касим — одні з найбільших і найжвавіших портів на Індійському океані.
Після здобуття незалежності Пакистаном, населення міста різко зросло, оскільки сотні тисяч урду-мовних мігрантів з Індії, Східного Пакистану та інших частин Південної Азії переселилися в Карачі.
Площа міста становить 3 527 км², що майже в чотири рази більше, ніж площа Гонконгу. Місцеві жителі називають Карачі — «Місто Вогнів» (урду روشنیوں کا شہر), «Наречена міст» (урду عروس البلاد) і «Місто Каїда» (урду شہر قائد), оскільки тут народився і був похований Мухаммед Алі Джинна, відомий в Пакистані під почесним прізвиськом Каїд-е-Азам, (англ. Qaid-e-Azam, Великий вождь), засновник Пакистану, який зробив місто столицею проголошеної держави.

## Історія

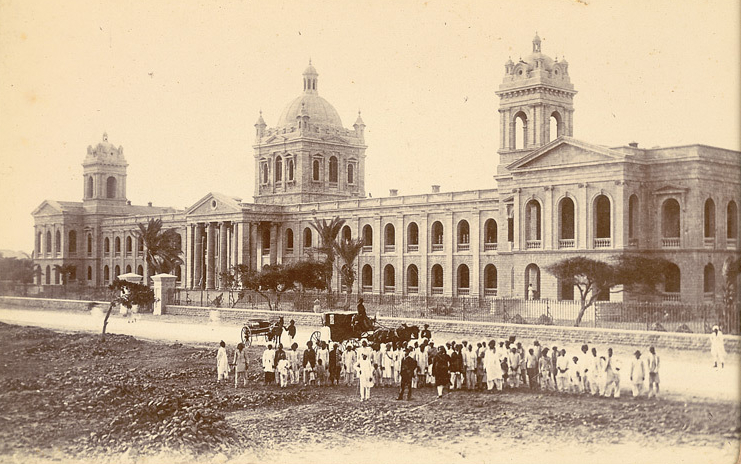
Dayaram Jethmal College 18 століття

На початку 18 століття Карачі був маленьким рибальським селом. Завдяки вдалому місцю розташування і природному захисту від мусонів, в 1795 році в селі було зведено укріплений форт Сіндхі. У 1839 році Карачі був захоплений британцями і цей факт зіграв переломну роль в історії села. Карачі став одним з головних морських портів британців на Аравійському морі, тут були розташовані великі військові частини імперії. Таким чином, село перетворилося на велике місто, з розвинутою на той час інфраструктурою.
У 1843 році, між Карачі і Мултаном стали плавати пароплави (близько 500 км по річці Інд). У 1854 році на місці старого порту, британці збудували сучасний. У 1861 році була прокладена залізниця з Карачі в Котре. У 1864 році було встановлено прямий телеграфний зв'язок з Лондоном. З відкриттям Суецького каналу в 1869 році, роль Карачі в регіоні виросла і місто стало повноцінним морським портом. На 1873 рік, місто стало ефективною і добре керованою гаванню. Після того як Пенджаб став житницею Індії в 1890-х роках, роль Карачі ще більше зросла і він став головним морським портом регіону.
Після Першої світової війни, у місті почала розвиватися сфера послуг і промисловість. До 1924 року в Карачі був побудований аеродром, а в 1936 році місто стало столицею провінції Сінд.
Зі створенням Пакистану в 1947 році, Карачі став не тільки столицею і головним морським портом молодої держави, а й центром промисловості, бізнесу і торгівлі країни. Хоча Равалпінді був обраний тимчасовою столицею в 1958 році, до того як всі урядові установи переїхали в Ісламабад до 1969 року, Карачі зберігав свій статус бізнес-столиці і промислового центру Пакистану. У наступному десятилітті, завдяки розвиненій інфраструктурі і промисловості, у місто хлинула величезна кількість іммігрантів з сільської місцевості та емігрантів з інших країн, що майже в два рази збільшило розмір міста і сприяло великому зростанню чисельності населення. Оскільки інфраструктура міста вже була перевантажена, то одна третина з цих, новоприбулих емігрантів, була змушені оселитися в міських нетрях відомих як Katchi Abadis. У нетрях, як правило, немає електрики, водопроводу і каналізації. У 21 столітті перенаселеність стала найбільшою проблемою Карачі.
В останній чверті 20-го століття потік емігрантів приніс з собою в місто величезну хвилю насильства. Злочинність у Карачі різко зросла, почалися сутички на етнічному ґрунті між корінним народом міста (Сіндхі) і недавніми іммігрантами з Індії (мухаджирами). Також різко зросла кількість тяжких злочинів, таких як розбій, вбивства та інші. У 1992 році (коли ситуація з криміналом у Карачі стала виходити з-під контролю), уряд Пакистану ввів війська до міста, але ця військова кампанія так і не принесла очікуваних результатів. Місто, як і раніше, одне з найбільш криміногенних в регіоні.

## Фізико-географічна характеристика

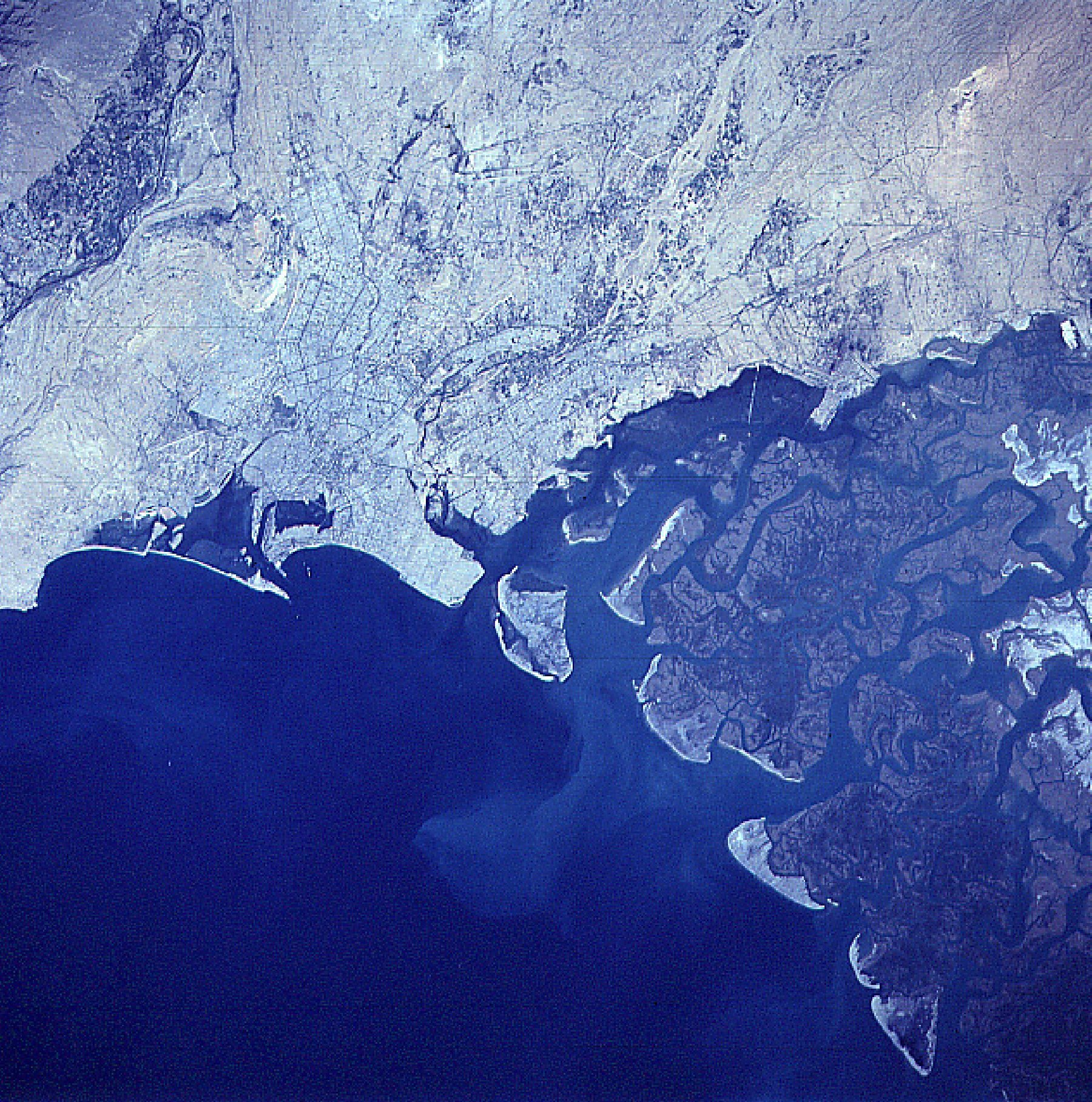
Вид Карачі з супутника

Карачі розташований на півдні Пакистану, на узбережжі Аравійського моря. Його координати — 24° 51' N 67° 02' E. Місто розташоване переважно на рівнинах, з пагорбами на заході і півостровом Манора на півдні. У південно-східній частині міста, у дельті Інду, є мангові дерева і струмки. На північному заході міста знаходиться мис Монза. Карачі розташований на висоті 22 метри над рівнем моря. Через місто протікає дві річки: Малір (з північного сходу в центр) і Лайарі (з півночі на південь). Є також багато інших, дрібніших річок, які протікають у західних та північних передмістях Карачі. Весь адміністративний район Карачі займає площу 3 527 км². З них 591 км² (17 %), становить площа самого міста. Решта 2 936 км² (83 %) займають передмістя і сільські райони, що входять до агломерації.

### Геологія
Велика Індо-Гангська рівнина впирається в масив Декан, утворюючи прогин, що переходить у складчасті гори і сформувався під впливом седиментації. Карачі знаходиться в посушливій зоні біля Інду, на околиці рівнини. Єдиними джерелами води тут, на західній частині рівнини, є короткі річки, що перериваються іригаційними оазами, та й сам Інд, що протікає за 40 км від міста широкою річковою долиною.
На всьому відрізку берега Індійського океану на схід від Інду розташована болотиста солончакова пустеля (т.з. Великий Качський Ранн); в районі дельти Інду вздовж всього узбережжя розкинулися манґрові зарості. Долина Інду є одним з найважливіших районів бавовництва в Південній Азії. Розташований на захід від Карачі, він є головним пунктом вивезення цієї продукції, а також важливим вузловим пунктом міжнародних авіаліній.

### Клімат

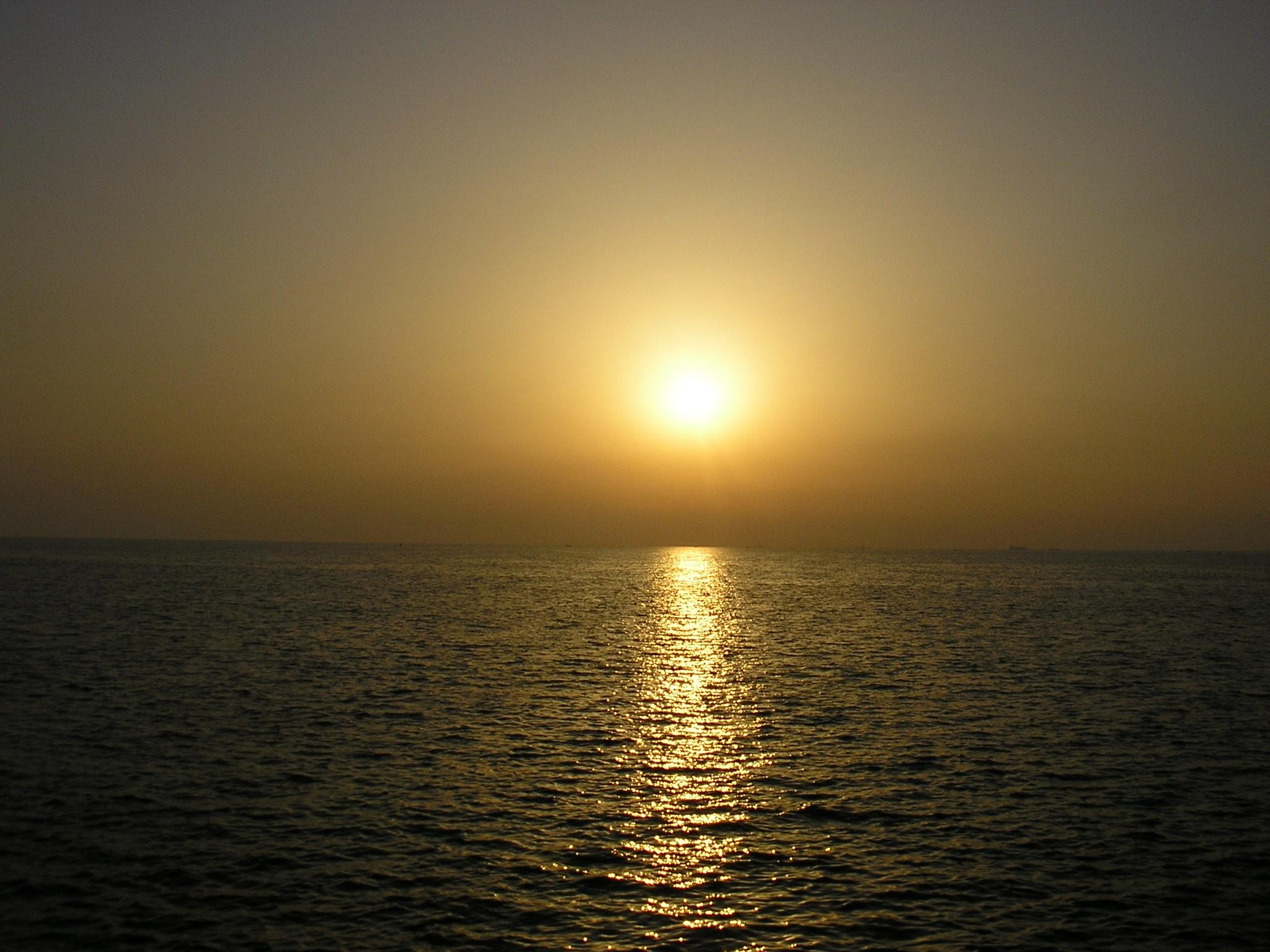
Захід сонця у Карачі

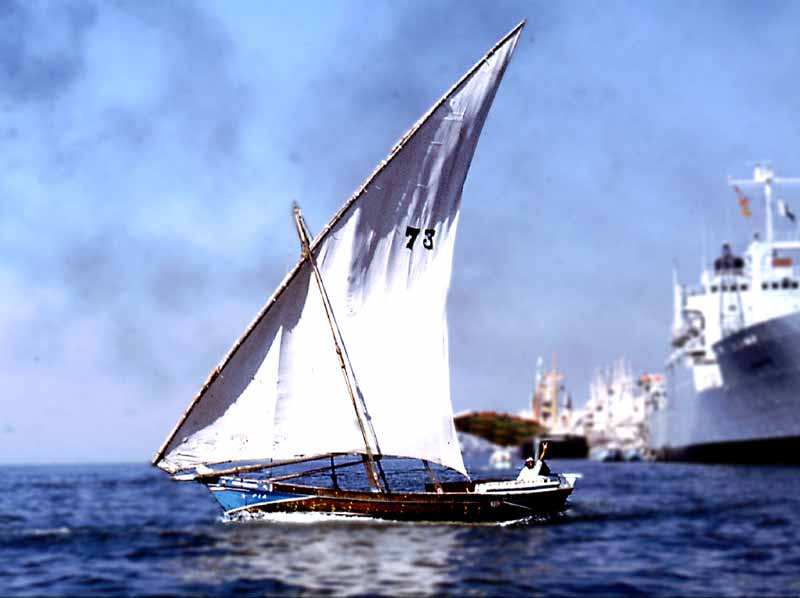
Рибальський човен

У Карачі теплий, тропічний і посушливий клімат з низьким середнім рівнем опадів (близько 250 мм на рік), велика частина яких випадає під час сезону мусонів (в липні-серпні). Зима м'яка і суха, літо жарке і вологе, близькість до моря підтримує рівень вологості на високому рівні і прохолодний морський бриз супроводжує літні місяці. Через високу температуру протягом літа (від 30 °C до 44 °C, з квітня по серпень), зимові місяці (з листопада по лютий), вважаються найкращим часом для відвідування Карачі. У грудні і січні в місті встановлюється гарна погода (в порівнянні з жарким і вологим літом), у червні починається сезон дощів. У липні 1967 року випав рекордний місячний рівень опадів — 429,3 мм. 7 серпня 1953 року випала рекордна кількість опадів за одну добу, близько 278,1 мм, дощ йшов не перестаючи, що в результаті призвело до великої повені. 18 червня 1979 року була зареєстрована найвища температура в Карачі, яка склала 47 °C, а найнижча — 0,0 °C, була зареєстрована 21 січня 1934.
| Показник                | Січ  | Лют  | Бер  | Кві  | Тра  | Чер  | Лип  | Сер  | Вер  | Жов  | Лис  | Гру  | Рік  |
| ----------------------- | ---- | ---- | ---- | ---- | ---- | ---- | ---- | ---- | ---- | ---- | ---- | ---- | ---- |
| Абсолютний максимум, °C | 32,8 | 36,1 | 41,5 | 44,4 | 47,8 | 47   | 42,2 | 41,7 | 42,8 | 43,3 | 38,5 | 34,5 | 47,8 |
| Середній максимум, °C   | 25   | 26   | 29   | 32   | 34   | 34   | 33   | 31   | 31   | 33   | 31   | 27   | 34   |
| Середній мінімум, °C    | 13   | 14   | 19   | 23   | 26   | 28   | 27   | 26   | 25   | 22   | 18   | 14   | 13   |
| Абсолютний мінімум, °C  | 0    | 3,3  | 7    | 12,2 | 17,7 | 22,1 | 22,2 | 20   | 18   | 10   | 6,1  | 1,3  | 0    |
| Норма опадів, мм        | 13   | 10   | 8    | 3    | 3    | 18   | 85   | 61   | 13   | 0    | 3    | 5    | 222  |
| Джерело:                |      |      |      |      |      |      |      |      |      |      |      |      |      |

## Економіка

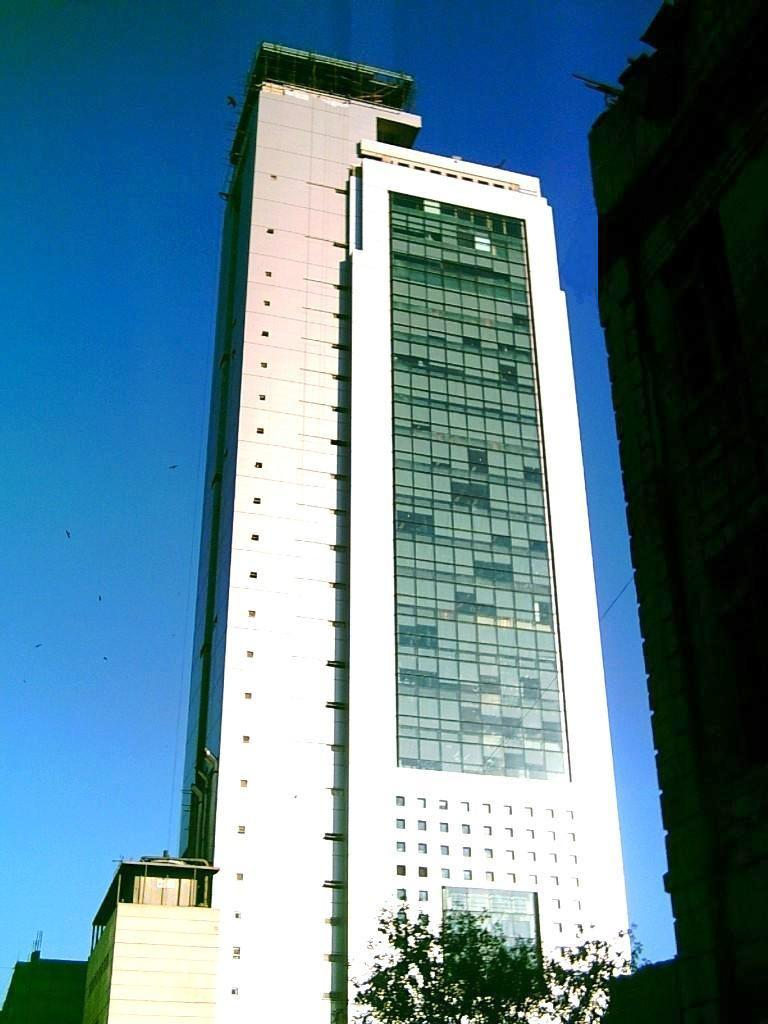
MCB Tower

Карачі є економічною і фінансовою столицею Пакистану, хоча початок 2000-х років було відзначено застоєм в економічному розвитку міста, викликаним загальної політичною нестабільністю, міжетнічними конфліктами і військовими діями в Пакистані. ВВП Карачі становить близько 20 % від загального обсягу ВВП країни.
Частка міста в промисловому секторі економіки Пакистану, становить приблизно 30 %. Основна частина валового внутрішнього продукту провінції Сінд припадає на частку Карачі. ВВП провінції Сінд, у відсотках від загального обсягу ВВП Пакистану, традиційно коливається в районі 28 % — 30 %). Згідно з дослідженнями PricewaterhouseCoopers, опублікованими у 2009 році, у яких брали участь найбільші міста світу, ВВП Карачі склало 78 млрд. доларів. За прогнозами, ВВП Карачі складе 193 млрд дол. США до 2025 року, завдяки темпу зростання економіки міста в 5,5 % щорічно. За цим показником Карачі значно випереджає найближчі два найбільші міста — Лахор і Фейсалабад, ВВП яких становить 40 млрд дол. і 14 млрд дол. відповідно. Високий рівень ВВП Карачі обумовлений його потужною виробничою базою і розвиненим фінансовим сектором. У місті виробляють текстиль, цемент, сталь, розвинене важке машинобудування, хімічна і харчова промисловість, банківська справа та страхування. У лютому 2007 року Всесвітній банк визначив Карачі як найсприятливіше для бізнесу місто Пакистану.
За даними Федеральної ради доходів в 2006—2007 роках, податкові та митні органи в Карачі отримали збори: 46,75 % від прямих податків, 33,65 % від непрямих федеральних податків і 23,38 % від внутрішнього податку з продажів. Карачі отримує 75,14 % податків від мита і 79 % податків з продажів на імпорт. Таким чином, Карачі збирає значну частину (53,38 %) від загальної кількості Федеральної ради доходів, з яких 53,33 % припадають на митні збори і податок на імпорт.
Більшість великих іноземних міжнародних корпорацій, що діють у Пакистані, мають свої штаб-квартири в Карачі. У місті представлені більшість державних і приватних банків Пакистану. Примітно, що їх штаб-квартири розташовані на одній вулиці — Ібрахіма Ісмаїла Чундрігара; за даними на 2001 рік, майже 60 % грошових потоків пакистанської економіки проходять через установи, розташовані на цій вулиці. Фондова біржа Карачі є найбільшою фондовою біржею Пакистану, і, на думку багатьох економістів, саме діяльність цієї біржі забезпечила 8%-ве зростання ВВП Пакистану в 2005 році. Нещодавній звіт Credit Suisse про фондовий ринок Пакистану свідчить про його стабільне зростання.
Карачі є аутсорсинговим центром Пакистану, тут розвинені інформаційні технології і електронні засоби масової інформації. Call-центри стали залучати інвестиції від іноземних компаній, при цьому уряд доклав зусилля для зниження податків на цілих 10 %, щоб одержати іноземні інвестиції також і в IT-секторі. Багато пакистанських незалежних теле- і радіостанцій знаходяться в Карачі, у тому числі всесвітньо популярні: Business Plus, AAJ News, Geo TV, KTN, Sindh TV,, CNBC Pakistan, TV One, ARY Digital, Indus Television Network, Samaa TV і Dawn News, а також кілька місцевих станцій.
У Карачі є кілька великих промислових зон, таких як: Karachi Export Processing Zone, SITE, Korangi, Northern Bypass Industrial Zone, Bin Qasim і  North Karachi, що розташовані на околиці головного міста. У Karachi Expo Centre проводиться безліч регіональних та міжнародних виставок. Існує багато проектів подальшого розвитку міста. Серед проектів, слід відзначити компанію Emaar Properties, яка пропонує інвестувати 43 млрд дол. в Карачі, для розвитку острова Бундала, який розташований на відстані 49 км від Карачі. Karachi Port Trust планує інвестувати 20 млрд. рупій в будівництво 593-метрового хмарочоса — Port Tower Complex на березі Кліфтона (район Карачі). Цей хмарочос буде включати в себе готель, торговий центр, виставковий центр та ресторан, що обертається, з оглядового галереєю на панорамний вид узбережжя і міста.
Будучи одним з найбільш швидко зростаючих міст світу, Карачі зіштовхується і з проблемами, серед яких є такі як: затори на дорогах, забруднення навколишнього середовища, бідність і вулична злочинність. Через ці проблеми Карачі займає низькі рейтинги в рівні упорядкованості міст: за даними видання The Economist, місто займає 129 місце серед 132 міст, а видання BusinessWeek оцінило Карачі на 175 місце з 215 міст у 2007 році (в порівнянні з 170 місцем у 2006 році).

## Адміністративний устрій

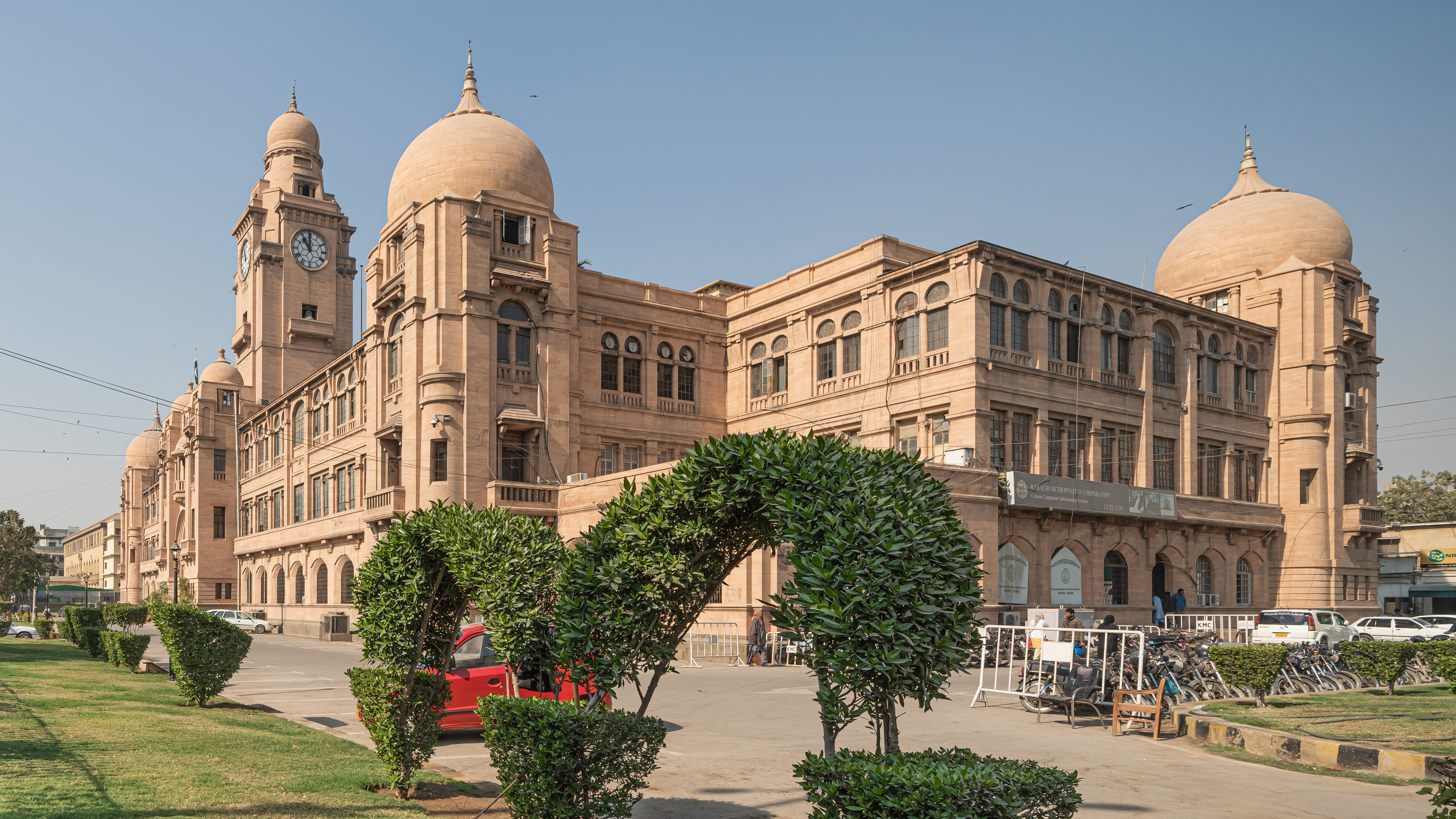
Будівля муніципалітету Карачі, 1927 -30 р.р. (Одна з головних визначних пам'яток міста)

Карачі є містом-округом (англ. City District), адміністративно входить до складу провінції Сінд, ділиться за трирівневого принципом. Два нижніх рівні складаються з 18 техсілів і 178 союзних рад. У кожну союзну раду входять тринадцять осіб, що обираються населенням. Четверо чоловіків і дві жінки обираються безпосередньо населенням в цілому; двоє чоловіків і дві жінки — представники від селян і робітників, одна людина представляє меншини; дві людини обираються спільно, як союзний мер (Назім) і заступник союзного мера (наїб Назім). У кожному техсілі до ради входять всі заступники союзного мера, а також обрані представники для жінок, селян, робітників і меншин. Окружна рада включає в себе всіх союзних мерів округу, а також обраних представників для жінок, селян, робітників і меншин. Кожна рада також має у своєму складі до трьох секретарів рад і низку інших державних службовців. Основна мета всіх рад полягає у наданні комунальних послуг населенню на своїй території, однаково для: окружної ради, міської ради та союзної ради. Існують також шість військових містечок які знаходяться в підпорядкуванні пакистанської армії і адміністративно не є частиною міського округу.
Нинішня система адміністративного правління в Карачі виникла в результаті Постанови уряду від 14 серпня 2001 року. Перша форма правління називалася охоронна рада, що була заснована в 1846 році з метою боротьби з поширенням холери у місті. У 1852-у виникла муніципальна комісія, потім — міський комітет (у 1853 році). У 1933-у відбулося чергове реформування, Карачі був перетворений в муніципальну корпорацію з мером, заступником мера і 57 радниками. У 1948 році Карачі з прилеглими територіями загальною площею 2 103 км² став територією федерального підпорядкування (Федеральна столична територія (Карачі)), однак в 1961-у це адміністративне утворення було скасовано, а місто передали до складу провінції Західний Пакистан. Проте муніципальні корпорації продовжили своє існування і в 1976 році стали називатися міської корпорацією (англ. metropolitan corporation), потім були створені зональні муніципальні комітети (англ. zonal municipal committees), які існували аж до 1994 року. У 1996 році дана територія була розділена на п'ять округів, у кожному з яких є муніципальна корпорація.
Наїматулла Хан був першим Назімом Карачі, при ньому в місті будувалися нові парки та розважальні заклади для молоді (на честь такої події, як День Святого Валентина) і для сімей (на честь такої події, як Ураза-Байрам). На виборах 2005 року, Саїд Мустафа Камаль був обраний Назімом Карачі. До призначення на цю посаду, Мустафа Камаль був провінційним міністром інформаційних технологій у провінції Сінд. У 2010 році Назімом міста став Фазлур Рахман.

### Адміністративний поділ
Карачі складається з 18 техсілів. Всі дані станом на 1998 рік.
| Назва     | Чисельність | Відсоток від чисельності |
| --------- | ----------- | ------------------------ |
| Балда     | 406 165     | 4,32                     |
| Бін-Касим | 316 684     | 3,37                     |
| Гадап     | 289 564     | 3,08                     |
| Гулберг   | 453 490     | 4,82                     |
| Гулшан    | 625 230     | 6,65                     |
| Джамшед   | 733 821     | 7,81                     |
| Кайамарі  | 383 778     | 4,08                     |
| Корангі   | 546 504     | 5,81                     |
| Ландхі    | 666 748     | 7,09                     |

| Назва               | Чисельність | Відсоток від чисельності |
| ------------------- | ----------- | ------------------------ |
| Ліакатабад          | 649 091     | 6,90                     |
| Лайарі              | 607 992     | 6,47                     |
| Малір               | 398 289     | 4,24                     |
| Нью-Карачі          | 684 183     | 7,28                     |
| Північний Назімабад | 496.194     | 5,28                     |
| Оранг               | 723 694     | 7,70                     |
| Саддаров            | 616 151     | 6,55                     |
| Шах-Файсал          | 335 823     | 3,57                     |
| SITE                | 467 560     | 4,97                     |

SITE — Синдська торгово-промислова зона (англ. Sindh Industrial Trading Estate).

## Транспорт

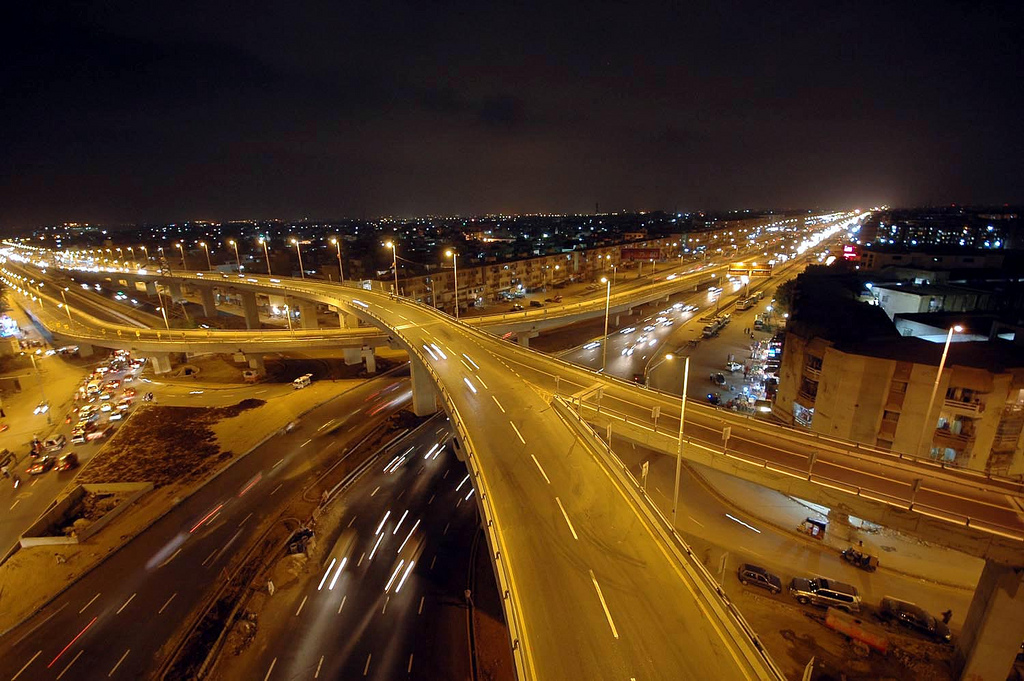
Багаторівнева розв'язка в Карачі.

### Автомобільний транспорт
Транспортні проблеми і забруднення навколишнього середовища є основними проблемами для Карачі. Рівень забруднення повітря в Карачі значно вищий, ніж встановлено Всесвітньою організацією охорони здоров'я. Були відкриті нові парки і посаджені дерева для поліпшення стану навколишнього середовища і скорочення його забруднення. Було здійснено будівництво нових мостів і естакад, підземних переходів і автомагістралей для розвантаження основних доріг і з метою зменшення заторів.

### Залізничний транспорт

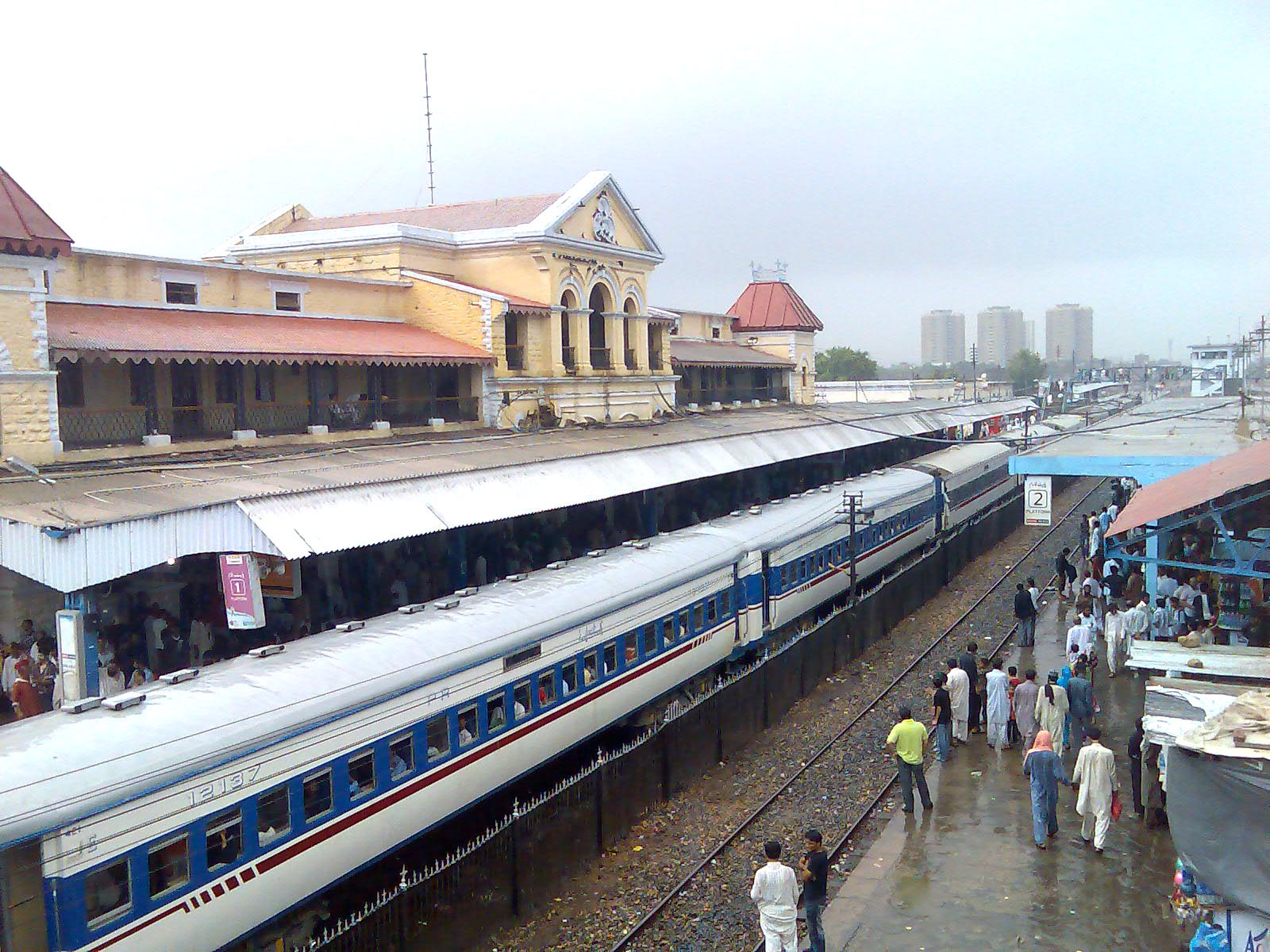
Поїзд у Карачі.

Карачі пов'язаний залізничним сполученням з іншими містами Пакистану. У місті є два великих залізничних вокзали. По залізницях перевозиться велика кількість вантажів з порту Карачі, також багато людей воліють добиратися на поїзді до інших міст країни. У 2011 році пакистанська влада вирішила розморозити проект з будівництва метрополітену в Карачі. Чиновник міністерства транспорту заявив, що пакистанські інженери за сприяння японської компанії JICA зайнялися проектуванням і будівництвом метро. Уряд Японії надав Пакистану пільговий кредит на будівництво метро в розмірі 872 млн доларів США, який підлягає виплаті через 40 років. Метро буде побудоване протягом трьох років при тісній співпраці з японськими фахівцями.

### Повітряний транспорт

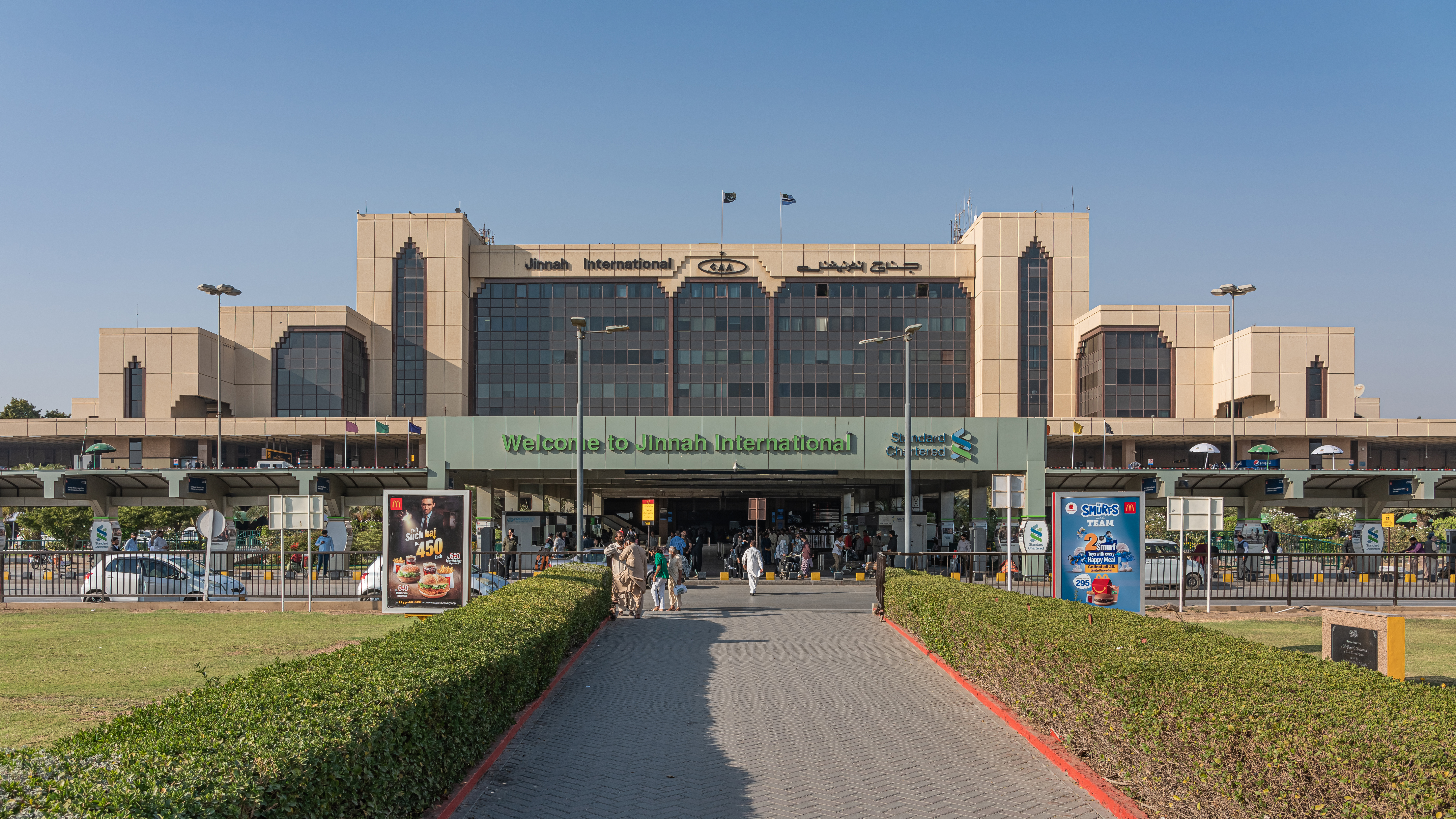
Аеропорт «Джина»

Міжнародний аеропорт «Джина» знаходиться в Карачі. Це найбільший і найрозвиненіший аеропорт у Пакистані. Через нього проходить до 10 млн пасажирів на рік. Аеропорт співпрацює з великою кількістю іноземних авіакомпаній, переважно з країн Близького Сходу і Південно-Східної Азії. Практично всі авіакомпанії Пакистану використовують цей аеропорт як основний транспортний вузол, включаючи Pakistan International Airlines, Airblue і Shaheen Air International. У місті є ще два аеродроми, але вони використовується збройними силами.

### Водний транспорт

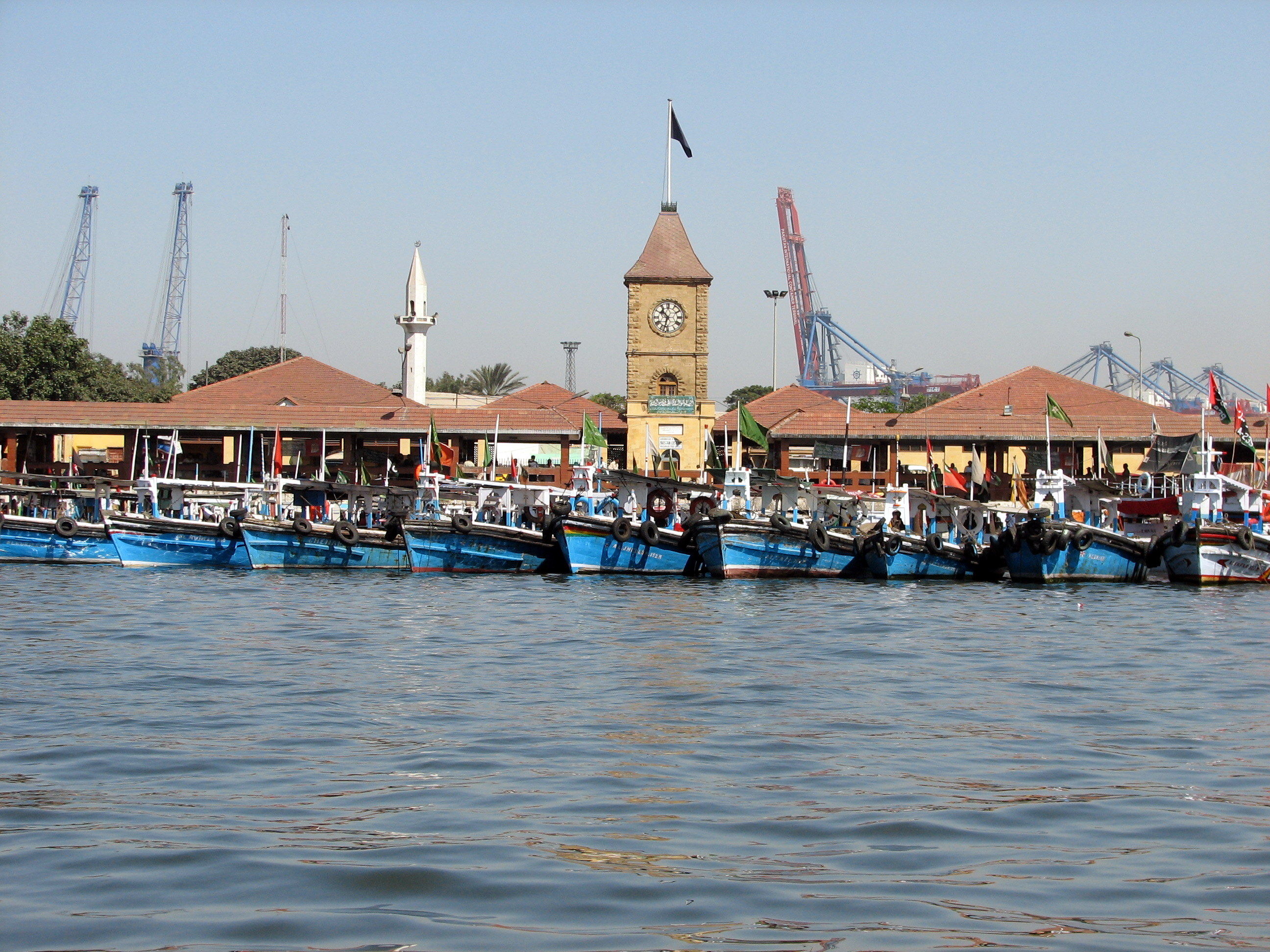
Порт Кемарі

Карачі — єдине велике місто, що має вихід до узбережжя Аравійського моря. Урядом країни розроблений план розвитку маршрутної мережі перевезень по річці Інд уздовж провінції Пенджаб для здешевлення транспортування вантажів і збільшення показника зайнятості населення в рамках соціально-економічного розвитку Пакистану. Найбільші судноплавні порти в Пакистані — порт Карачі і порт Касим. Ці порти оснащені сучасним устаткуванням і технікою і використовуються не тільки Пакистаном, але і Афганістаном, та країнами Центральної Азії, що не мають виходу до моря.

## Населення

Зростання чисельності населення в Карачі.

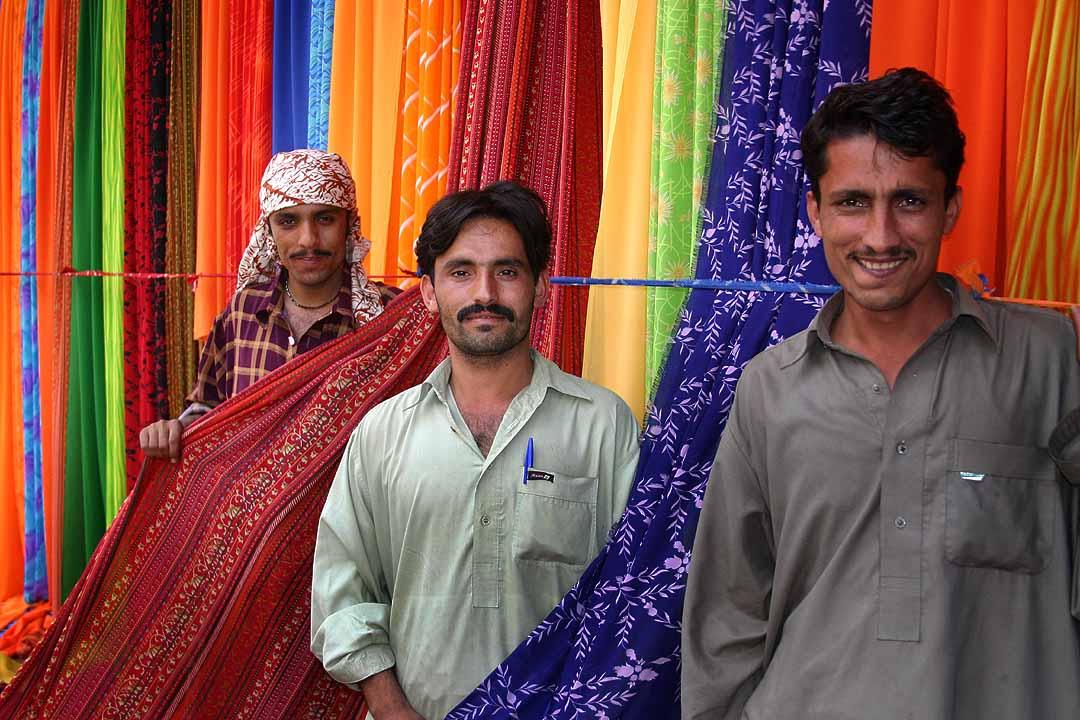
Пакистанські торговці тканиною

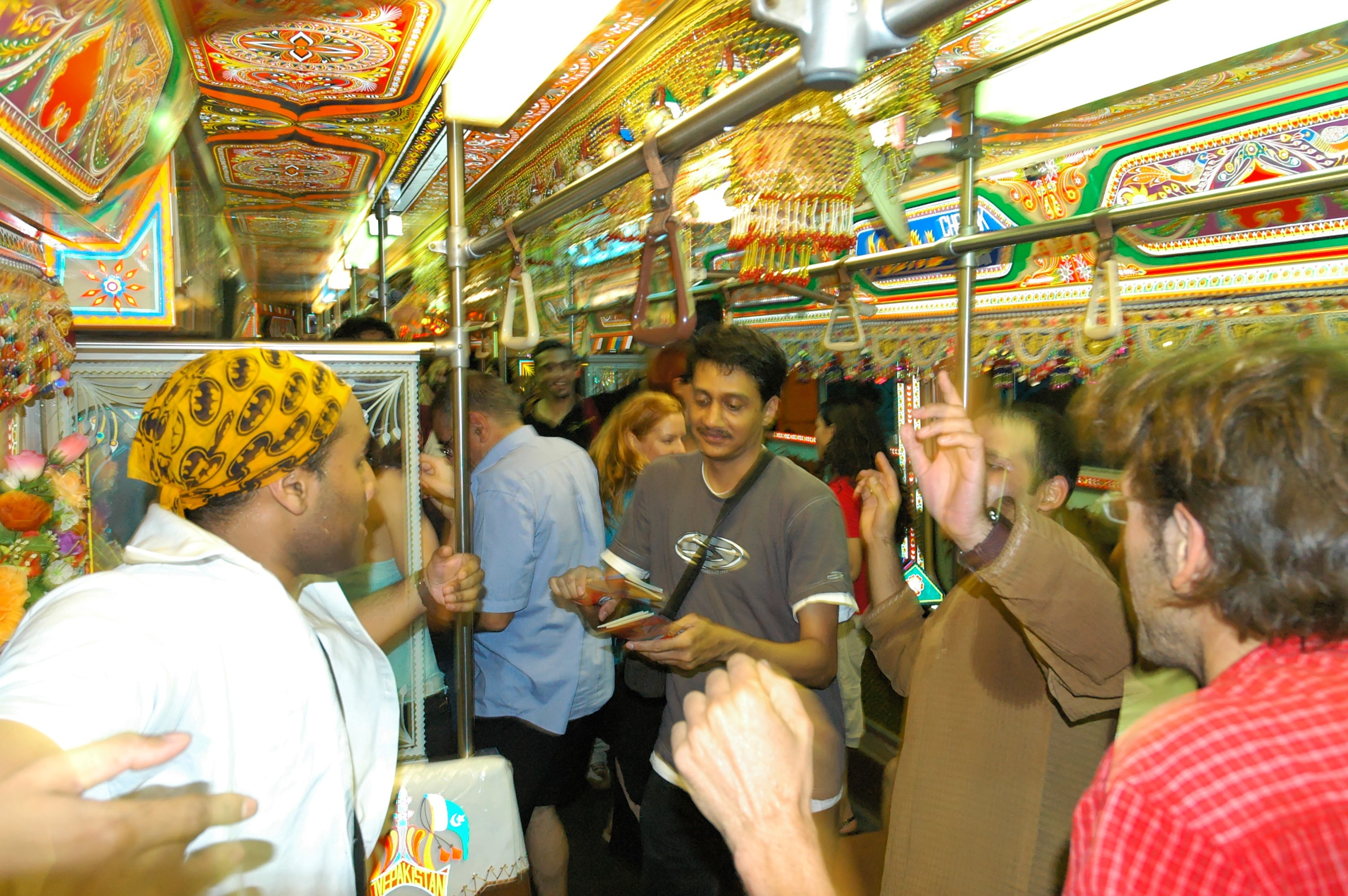
Громадський транспорт в Карачі

Серед жителів Карачі зустрічається безліч етно-лінгвістичних груп з інших частин Пакистану та біженці з різних країн світу. Наприкінці 19 століття населення міста становило близько 105 000 осіб з поступовим збільшенням чисельності протягом наступних кількох десятиліть, досягнувши показника в більш ніж 400 000 чоловік напередодні незалежності Пакистану в 1947 році. Поточні оцінки чисельності складають від 12 до 18 млн осіб. Сенатор Тадж Хайдер від ПНП стверджував, що у нього є офіційні документи, які доводять, що 2013 року населення міста становило 25,6 мільйона, тоді як Бюро статистики Сінд, що входить до складу провінційної адміністрації, очолюваної ПНП, оцінило населення Карачі у 2016 році в 19,1 мільйона. Населення міста, за оцінками, зростає приблизно на 5 % на рік (в основному за рахунок внутрішньої міграції населення), у тому числі приблизно 45 000 робочих-мігрантів приїжджає в місто кожний місяць з різних районів Пакистану.
В даний час найбільшою етнічною громадою в місті є мухаджири. Більшість будинків, кинутих індуїстами, були надані урядом Пакистану для урду-мовних мусульманських мігрантів, які тікали з Індії. Цих біженців в Пакистані називали Мухаджир, їх нащадки в наш час[коли?] складають більшість населення Карачі. Крім них, у місто прибула велика кількість мусульман-пенджабців зі Східного Пенджабу і мусульман Кашміра. Пуштуни родом з Хайбер-Пахтунхви і Північного Белуджистану в наш час[коли?] є другою за величиною етнічною групою міста. У Карачі проживає 7 млн пуштунів, у тому числі близько 50 000 зареєстрованих біженців з Афганістану. У Карачі проживає найбільша пуштунських громада у світі, їх чисельність у місті значно більша, ніж у споконвічно пуштунських містах, таких як Кандагар, Пешавар і Кветта. Багато хто з пуштунів проживають в Карачі протягом десятиліть і, як наслідок, для них основною мовою спілкування є урду і англійська (особливо для багатих сімей).
Після індо-пакистанської війни 1971 року до міста прибули тисячі переселенців зі Східного Пакистану (після грудня 1971 року — незалежної держави Банґладеш) — бенгальців з Бангладешу, і сьогодні в Карачі проживає до 2 млн вихідців з Бангладешу, яких в Пакистані називають біхарі, багато з яких емігрували до Пакистану в 1980-х і 1990-х роках і в наш час[коли?] працюють рибалками і робітниками. За ними слідують біженці з М'янми та азійські біженці з Уганди. У місті також присутні емігранти з Ірану, колишнього Радянського Союзу і Шрі-Ланки. Також є невелика громада Сіддім (африканської за походженням негроїдної расово-етнічної групи).
До інших значимих етнічних меншин Карачі належать белуджі (переважно в західних районах міста) і Сіндхі (у східних районах). Громади вірмен і євреїв, які в колоніальний період були дуже численними і впливовими, у наш час[коли?] скоротилися до кількох десятків людей.

### Мови
Згідно з переписом 1998 року, у Карачі поширені такі мови: урду (48,52 %); панджабі (13,94 %); пушту (11,42 %); Сіндхі (7,22 %); белудзька мова (4,34 %); сараїкі (2,11 %) та інші (12,4 %). У місті можна зустріти носіїв дарі, гуджараті, арабської, перської і бенгальської мов. При цьому в сфері діловодства, бізнесі та сервісі широко застосовується англійська мова, навички якої мають практично всі мешканці міста, що мають початкову освіту.

### Релігія
Згідно з переписом 1998 року, релігійний склад населення міста має такий вигляд: мусульмани (96,45 %); християни (2,42 %); індуїсти (0,86 %); Ахмаді (0,17 %) та інші (парси, сикхи, бахаїсти, юдеї та буддисти) (0,10 %). До розділу Британської Індії в місті проживала велика кількість індуїстів і сикхів, проте переважна їх більшість втекла в Індію (при цьому тисячі були фізично винищені в ході заворушень влітку 1947 року). Під час британського панування в Карачі бували представники багатьох нових релігійних рухів, наприклад, М. Монтессорі, там розташовувався Брахма Кумаріс Всесвітній Духовний Університет.

### Злочинність
У Карачі стався ряд відомих терактів: захоплення літака в 1986, вбивство Д. Перла в 2002, терористичний акт в Карачі (2007). Ще ряд злочинів був організований угрупованням Лашкаре-Тайба. Карачі є найбільшим центром міжнародної торгівлі гашишем і героїном, до якої причетні такі лідери наркобізнесу, як Ґ. Хекматіяр.
22 травня 2011 4 людини загинули при атаці бойовиків на базу авіації ВМС в Карачі.

## Освіта

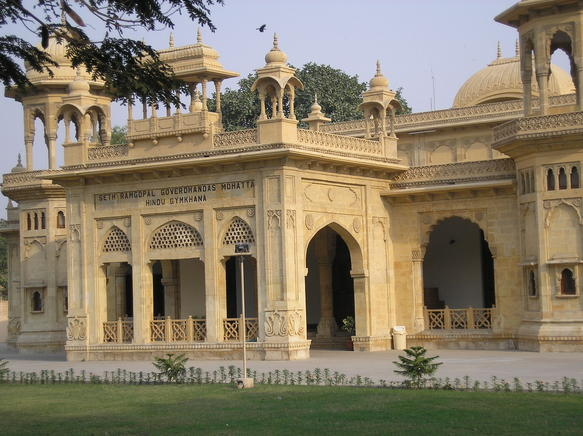
Національна академія театрального мистецтва.

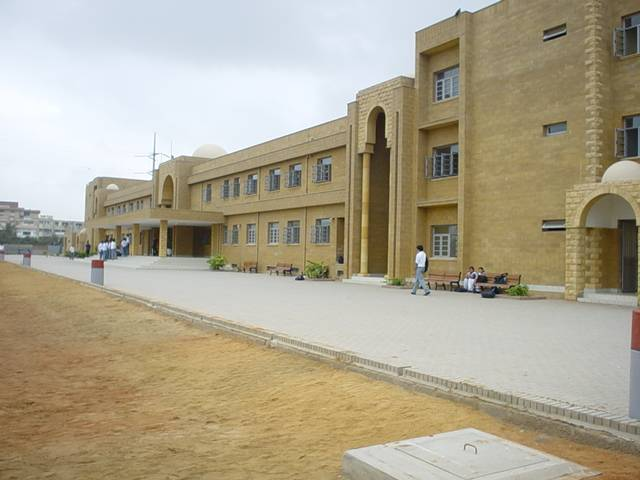
Школа грамоти в Карачі.

У 2008—2009 роках рівень грамотності серед дорослого населення міста оцінювався в 77 %. Карачі займає 4-е місце за рівнем грамотності в країні після Ісламабаду, Равалпінді і Джелама з найвищою сукупної часткою учнів у провінції Сінд. Освіта в Карачі (згідно з існуючою в Пакистані системою) ділиться на п'ять рівнів: початкову (з першого по п'ятий клас), загальну (з шостого по восьмий), повну (з дев'ятого по десятий, після закінчення якої видають атестат). В університетах випускають бакалаврів і магістрів. У Карачі є як державні, так і приватні навчальні заклади. Більшість навчальних закладів поділені за гендерною ознакою.
Школа грамоти в Карачі (англ. Karachi Grammar School) — найстаріша школа в Пакистані, яка виховала багатьох пакистанських бізнесменів і політиків.
Середня школа Нараяна Джаганнатха (англ. Narayan Jagannath High School) була відкрита в 1855-у, ставши першою загальноосвітньою школою в провінції Сінд.
Університет Карачі (англ. University of Karachi) є найбільшим університетом в Пакистані, там навчаються 24 000 студентів. При університеті діє астрономічна обсерваторія — Карачинська університетська обсерваторія.

## Спорт

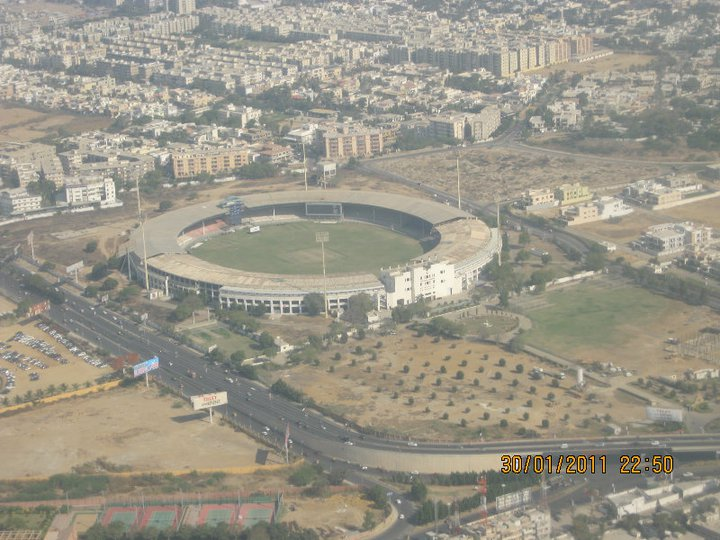
Національний крикетний стадіон у Карачі.

Крикет є найпопулярнішим видом спорту і в Карачі, і в країні. Національний стадіон у Карачі (англ. National Stadium, Karachi) — єдиний в місті крикетний стадіон світового класу, та другий за величиною стадіон для гри в крикет в Пакистані (після стадіону Каддафі в Лахорі). 26 лютого 1955 року відбувся перший інтернаціональний матч на Національному стадіоні, грали команди Пакистану і Індії. З тих пір пакистанська національна команда з крикету виграла 20 з 41 матчів на Національному стадіоні. Однак, нестабільність в країні, викликана високим рівнем тероризму, призвела до того, що багато держав відмовилися брати участь у змаганнях в Карачі. Перший Міжнародний День на Національному стадіоні, був проведений 21 листопада 1980 року. У період між 1996 і 2001 роками національна збірна з крикету не змогла виграти жодного матчу в Карачі. У місті є цілий ряд команд з крикету, у тому числі: Karachi, Karachi Blues, Karachi Greens, Karachi Whites. У ході Кубка світу з крикету 1996 року на Національному стадіоні відбулося два групових матчі (Пакистан проти Південної Африки 29 лютого, Пакистан проти Англії 3 березня) і чвертьфінальний матч (Південна Африка проти Вест-Індії 11 березня). У місті також пройшли сім щорічних Національних Ігор Пакистану (останній раз у 2007 році).
У Карачі також популярні такі види спорту, як бадмінтон, волейбол і баскетбол. Футбол особливо популярний у Лайарі (англ. Lyari Town) (один з районів Карачі), у якому проживає велика спільнота сідді і белуджів. Народний Футбольний Стадіон (англ. Peoples Football Stadium) — один з найбільших футбольних стадіонів в Пакистані, вміщає в себе близько 40 000 чоловік. У 2005 році місто приймало чемпіонат Південно-Східної Азії з футболу, а також Geo Super Football League у 2007 році. У місті є стадіон для гри в хокей, приміщення для заняття боксом, сквошем і поло. Оскільки місто розташоване на узбережжі Аравійського моря, тут поширене катання на човнах, водних лижах і серфінг.

## Охорона здоров'я і медицина
У Карачі є 30 державних і понад 80 приватних лікарень, у тому числі: Інститут захворювань серця (Карачі) (англ. Karachi Institute of Heart Diseases), Національний інститут серцево-судинних захворювань (англ. National Institute of Cardiovascular Diseases), Громадянська лікарня (англ. Civil Hospital), Пакистанська морська станція «Рахат» (англ. P. N. S. Rahat Hospital), Лікарня «Аббасі Шахід» (англ. Abbasi Shaheed Hospital), Університетська лікарня «Ага Хан» (англ. Aga Khan University Hospital, Karachi), Свята Родина (лікарня) (англ. Holy Family Hospital), Національний госпіталь «Ліакат» (англ. Liaquat National Hospital), Медичний центр «Джина» (англ. Jinnah Post Graduate Medical Centre), Лікарні доктора Зіяуддіна (англ. Dr. Ziauddin Group of Hospitals), Госпіталь Південного міста (англ. South City Hospital) і лікарня «леді Дафферін» (англ. Lady Dufferin Hospital).
У місті є такі медичні навчальні заклади: медичний коледж «Дау» (англ. Dow Medical College), Синдський медичний коледж (англ. Sindh Medical College), Медичний та стоматологічний коледж «Джина» (англ. Jinnah Medical & Dental College), Медичний та стоматологічний коледж «Хамдард» (англ. Hamdard College of Medicine & Dentistry) і Медичний університет Зіяуддіна (англ. Ziauddin Medical University).

## Персоналії
- Маргарет Локвуд (1916—1990) — британська акторка театру, кіно та телебачення.

## Міста-побратими
- Індонезія, Джакарта
- КНР, Шанхай (кит.: 上海), Китай (1984)
- Маврикій, Порт-Луї
- США, Х'юстон (англ. Houston) (2009)[83]